# Lucas Prisor
Lucas Prisor, né le 23 septembre 1983 à Hanovre, est un acteur allemand qui habite en France et en Allemagne.

## Distinctions

### Récompenses et nominations
2025: Prix du jury au festival de Cannes pour "Sound of falling"
2023: Grimme-Preis pour „Im Feuer - Zwei Schwestern“
2023: Grimme-Preis pour "Neuland"
2022: Grimme-Preis pour "Polizeiruf - Sabine"
2022: Deutscher Filmpreis pour "Der Pfad"
2017: Golden Globe Award (Meilleur film Etranger) pour "Elle" de Paul Verhoeven
2017: César (Meilleur Film) pour "Elle"
2017: Zeus Award (Meilleur Acteur) au festival Independent Days pour "Samira"
2013: Palme d'Or (nomination) pour "Jeune et Jolie" de Francois Ozon

## Filmographie (sélection)
- 2013 : Un village français de Jean-Marc Brondolo
- 2013 : Jeune et Jolie de François Ozon[1]
- 2013 : Mon amant, son père et moi de Holger Haase [2]
- 2014 : Un Tour de cheville de Guillaume Levil
- 2014 : Diplomatie de Volker Schlöndorff
- 2014 : Die Pilgerin de Philipp Kaddelbach
- 2015 : Die Himmelsleiter de Carlo Rola
- 2015 : Tatort- Wer Wind erntet, sät Sturm de Florian Baxmeyer
- 2015 : Les Photographes d'Aurélien Vernhes-Lermusiaux
- 2015 : Lotte Jäger de Sherry Hormann
- 2015 : Charité de Sönke Wortmann
- 2015 : Elle de Paul Verhoeven[3]
- 2017 : Charité
- 2017 : Un sac de billes de Christian Duguay
- 2017 : Nos patriotes de Gabriel Le Bomin
- 2018 : My Zoe de Julie Delpy
- 2020: Im Feuer de Daphne Charizani
- 2020: The Man with the Camera de B.K. Wunder
- 2021: Suicide Club de Antoine Delelis
- 2022: Der Pfad de Tobias Wiemann
- 2025: , Sound of falling de Mascha Schilinski

## Théâtre (sélection)
- 2009 : Das Abenteuerliche Herz: Droge und Rausch mise en scène par Martin Wuttke (Berliner Ensemble)
- 2009 : La Villégiature mise en scène par Claus Peymann (Berliner Ensemble)
- 2009 : Leonce et Lena mise en scène par Robert Wilson (Berliner Ensemble)
- 2009 : Nathan le Sage mise en scène par Claus Peymann (Berliner Ensemble)
- 2010 : Œdipe à Colone mise en scène par Peter Stein (Festival de Salzbourg)
- 2011 : Un tramway nommé Désir mise en scène par Thomas Langhoff (Berliner Ensemble)
- 2011 : Le Soleil mise en scène par Olivier Py (Volksbühne Berlin et Odéon théâtre de l'Europe Paris)
- 2016-2019 : Lear (opéra) mise en scène par Calixto Bieito (Opéra de Paris)[4]